# Helix texta
Helix texta е вид коремоного от семейство Helicidae. Видът е застрашен от изчезване.

## Разпространение
Разпространен е в Израел.